# Дефейс
Дефейс (від англ. deface — спотворювати, перекручувати) — тип хакерської атаки, при якій сторінка вебсайту замінюється на іншу (зазвичай це головна сторінка, а доступ до всього іншого сайту блокується або ж колишній вміст сайту видаляється) — це може бути рекламою, попередженням, погрозою, або ж просто хуліганством.
Деякі хакери роблять дефейс сайту для отримання визнання в хакерських колах, підвищення своєї популярності чи для того, щоб вказати адміністратору сайту на вразливість.

## Дефейс у масовій культурі
- У фільмі Хоттабич історія починається з того, що хакер Гена робить дефейс головної сторінки сайту Microsoft.